# Raphaël Ritz
Raphaël Ritz, né le 17 janvier 1829 à Brigue et mort le 11 avril 1894 à Sion, est un artiste-peintre et un naturaliste suisse.

## Biographie
C'est avec son père Lorenz Justin Ritz (de), portraitiste et peintre d'église, que Raphaël Ritz commence l'étude de la peinture ; il poursuit sa formation à Stans avec Melchior Paul von Deschwanden, puis en Allemagne, à Düsseldorf, avec Heinrich Karl Mücke et Rudolf Jordan. 
C'est en Suisse, et surtout dans son canton du Valais qu'il peint des scènes de la vie quotidienne. Certaines de ses œuvres font indéniablement partie du courant réaliste suisse, traitant leur sujet à la manière des naturalistes, avec une certaine légèreté. Il réalisa de nombreux paysages, des intérieurs paysans mais assez peu de portraits. Il fonda, avec Ernest Biéler et d'autres, l'école de Savièse.
Il s'intéresse également aux sciences naturelles, à l'archéologie et à l'histoire de l'art. Il sillonne le Valais au cours de nombreuses randonnées dont il ramène des spécimens d'histoire naturelle, des observations archéologiques ou ethnographiques et surtout des cartons de croquis et d'ébauches, mais aussi des récits et communications qu'il publie dans l’Annuaire du Club alpin suisse. Avec Ferdinand Otto Wolf (es) il publie le Guide du botaniste en Valais, à partir des manuscrits de son maître le chanoine Alphonse Rion.
Il est le père du physicien Walther Ritz, principalement connu pour ses travaux avec Johannes Rydberg, qui débouchèrent sur la Formule de Rydberg-Ritz.
Raphaël Ritz est parfois surnommé Alpen-Raphael (Raphaël des Alpes) ou Walliser Raphael (Raphaël valaisan).

## Œuvres
Ritz a produit quelque 200 toiles dont une trentaine seulement ont été conservées en Valais, les autres étant acquises par des musées, associations ou amateurs suisses ou étrangers, et de nombreux croquis et études.

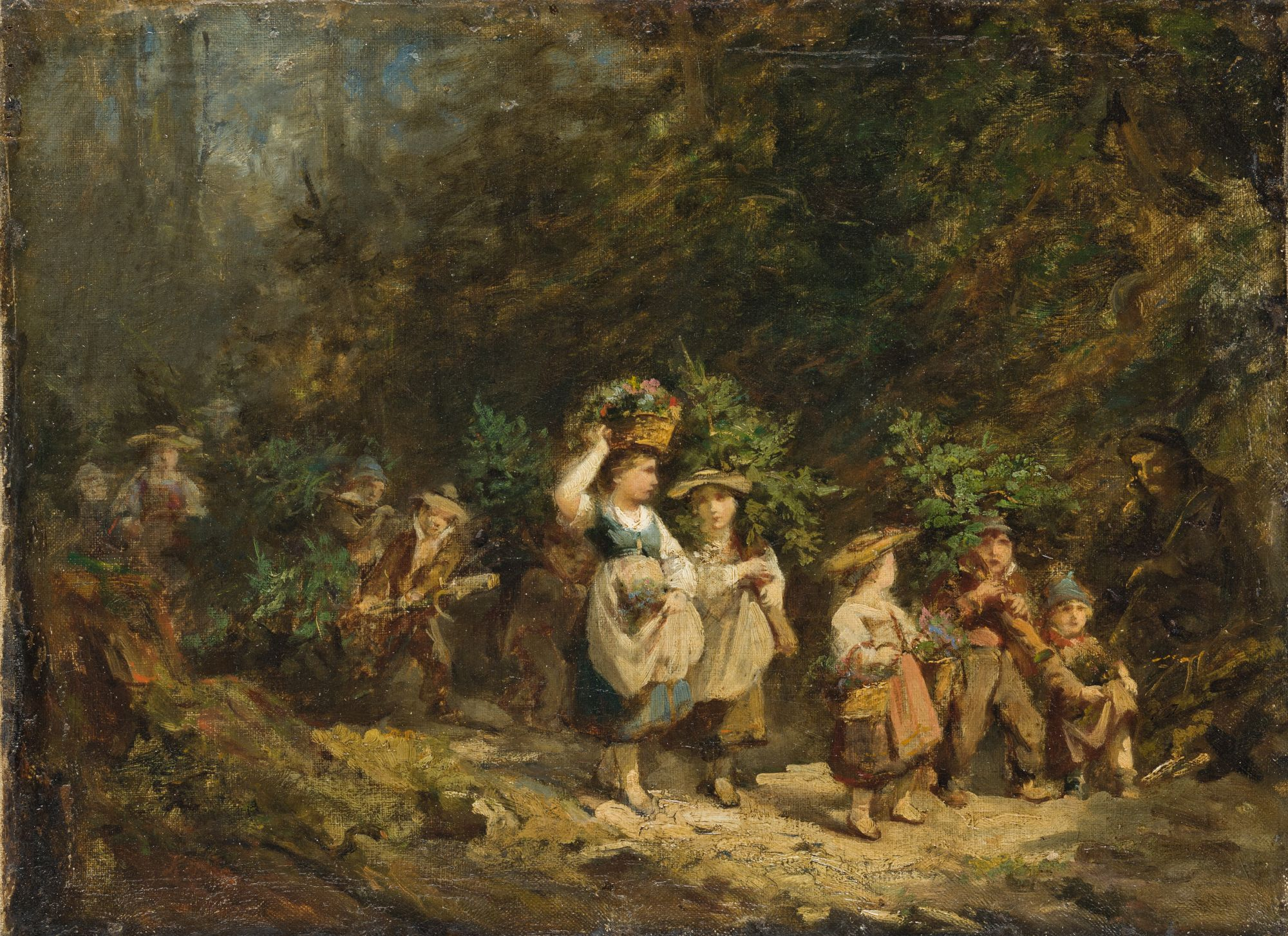
La Veille de la fête ou Les Deux Âges, ca. 1873
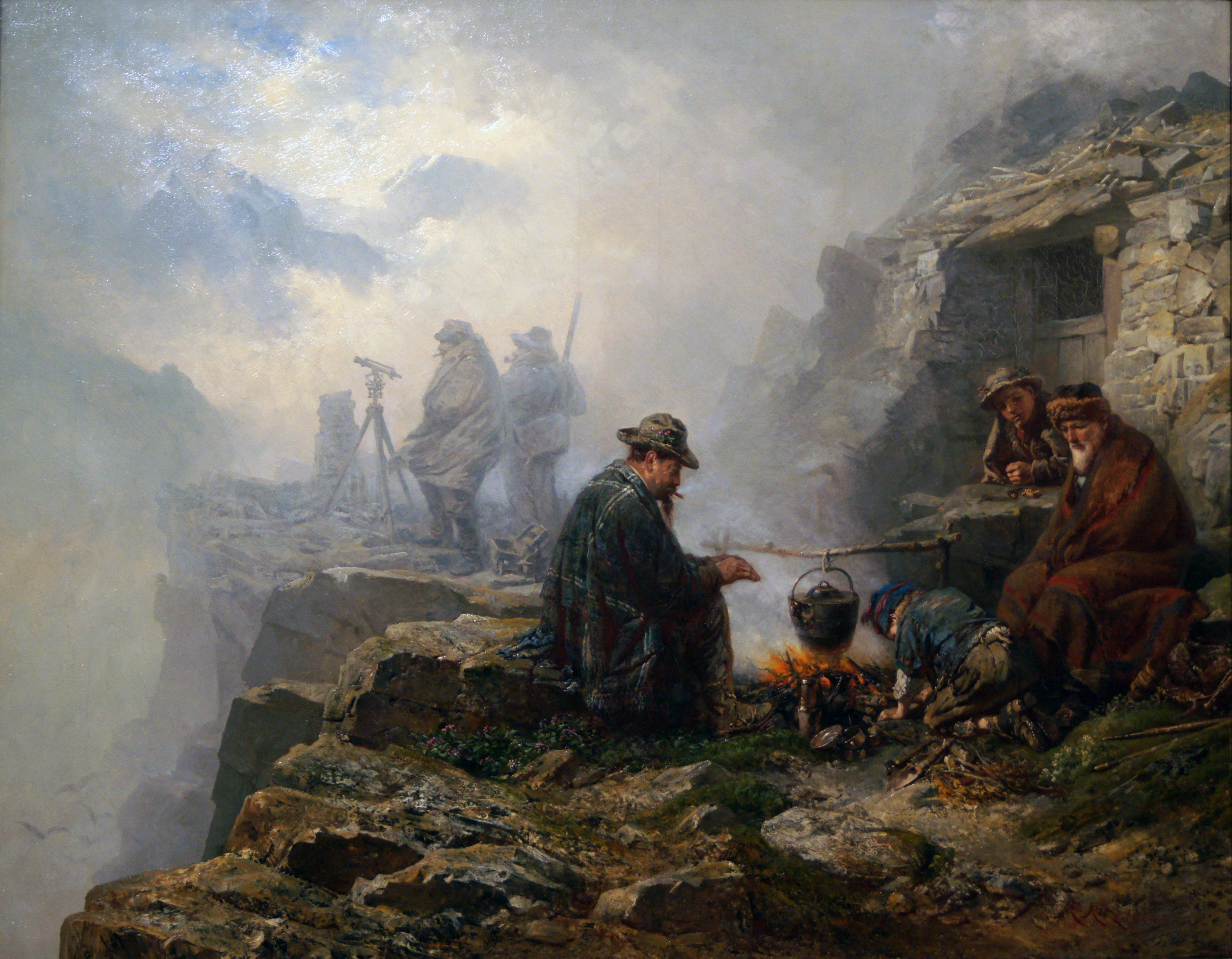
Ingénieurs dans les montagnes, 1881
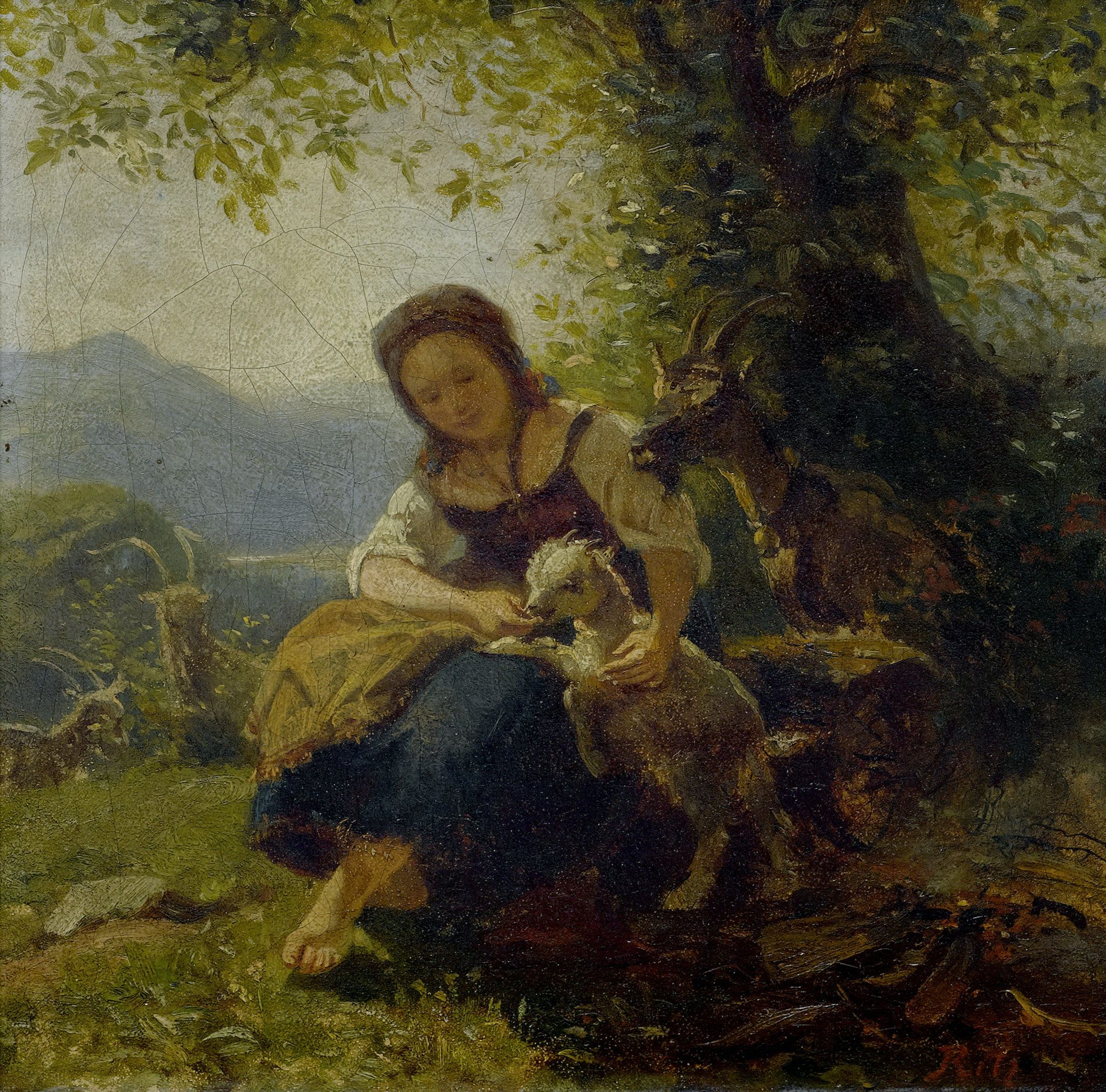
Jeune fille au repos avec une chèvre, avant 1894

### Sources
- Fonds : Raphaël Ritz (1450-2009) [5,14 mètres].  Cote : CH AEV, Raphael Ritz. Sion : Archives de l'État du Valais (présentation en ligne).